# Berghahn Books
Berghahn Books — издательство научных книг и журналов в области гуманитарных и социальных наук со штаб-квартирами в Нью-Йорке и Оксфорде, уделяющее особое внимание социальной и культурной антропологии, европейской истории, политике, а также киноведению и медиаисследованиям. Компания была основана в 1994 году Марион Берган.

## Книгоиздание
Ежегодно издательство Berghahn Books публикует около 140 новых наименований и около 80 изданий в мягкой обложке, а также располагает списком изданных ранее книг, насчитывающим около 2500 наименований. Новые издания публикуются как в печатном виде, так и онлайн, а выборочная оцифровка старых изданий в настоящее время осуществляется в рамках платформы Berghahn Books Online. Многие произведения Berghahn были рассмотрены журналом Choice. 

## Издание журналов
В настоящее время Berghahn Journals публикует более 40 журналов в областях социальных и гуманитарных наук, которые дополняют его список книг. Сюда входит ежегодная серия «Достижения в исследованиях», запущенная в 2013 году. Журналы этой серии доступны онлайн с 2001 года. Berghahn Journals был удостоен премии AAP PROSE Award в номинации «Лучший новый журнал в области социальных и гуманитарных наук» два года подряд: в 2009 году за Girlhood Studies и в 2008 году за Projections. Журнал Girlhood Studies также получил в 2010 году сертификат Highly Commended Certificate Award за лучший новый журнал от ALPSP. 
С 2019 года Berghahn Books присоединилось к Annual Reviews, опубликовав часть своего журнального контента в рамках инициативы Subscribe to Open (S2O). В 2019 году Берган предложила 13 наименований по антропологии в качестве возможных кандидатов для S2O, все из них были выпущены как открытый контент в 2020 году. 3 июня 2021 года Berghahn Journals объявили, что «Социальная антропология» (Anthropologie Sociale), журнал Европейской ассоциации социальных антропологов (EASA), станет частью их открытого доступа к антропологическим журналам, начиная с 30-го выпуска в 2022 году. Члены EASA «подавляющим большинством проголосовали» за то, чтобы покинуть своего нынешнего издателя Wiley и «открыть доступ к нашему журналу таким образом, чтобы это было устойчиво и справедливо». 